# Tommy Prim
Leif Tommy Prim (* 29. Juli 1955 in Svenljunga) ist ein ehemaliger schwedischer Radrennfahrer.

## Sportliche Laufbahn
Anfang der 1970er Jahre errang Tommy Prim schon als Jugendfahrer und Junior mehrfach schwedische und skandinavische Titel im Radsport. Prim startete als Amateur für den Club CK Ringen, ab 1978 für IF Saab Linköping 1976 startete er bei den Olympischen Sommerspielen in Montreal im Mannschaftszeitfahren und belegte mit dem schwedischen Team Rang sieben. Noch als Amateur belegte er mehrfach vordere Plätze bei wichtigen Etappenrennen wie etwa 1978 jeweils den zweiten Platz in der Gesamtwertung der Settimana Ciclista Lombarda und des Flèche du Sud. In Schweden gewann er als Amateur die nationalen Titel im Straßenrennen, im Einzelzeitfahren und im Mannschaftszeitfahren (1976, 1978 und 1979).
Von 1980 bis 1986 fuhr Prim als Profi im Team Bianchi. 1983 gewann er als erster Schwede mit Paris–Brüssel einen Klassiker. Mehrfach startete er erfolgreich beim Giro d’Italia: 1981 und 1982 wurde er Zweiter, 1980 und 1985 Vierter. Er startete mehrfach für die schwedische Nationalmannschaft bei UCI-Straßen-Weltmeisterschaften. Seine besten Ergebnisse dabei erreichte er 1981 in Prag sowie 1985 im italienischen Montello jeweils mit dem 33. Platz.

## Erfolge
1980
- eine Etappe und Nachwuchswertung Giro d’Italia
- Coppa Agostoni

1981
- Trofeo Pantalica
- Gesamtwertung Tour de Romandie

1982
- eine Etappe Setmana Catalana
- Gesamtwertung Schweden-Rundfahrt

1983
- Paris–Brüssel
- Gesamtwertung Schweden-Rundfahrt

1984
- Gesamtwertung Tirreno–Adriatico